# Prodinoceras
Prodinoceras ('anterior a Dinoceras') és el segon gènere més antic conegut de la família dels prodinoceràtids. Visqué durant el Paleocè superior a Mongòlia. Tot i la semblança morfològica amb els uintatèrids de Nord-amèrica, Prodinoceras ja començava a divergir del seu llinatge evolutiu.